# Campeonato Brasileiro de Futebol de 2021 - Série B
A Série B do Campeonato Brasileiro de Futebol de 2021 foi a 40.ª edição da competição de futebol realizada no Brasil, equivalente à segunda divisão. Foi disputada por 20 clubes, dos quais os quatro primeiros colocados tiveram acesso a Série A de 2022 e os quatro últimos foram rebaixados a Série C de 2022.
As regiões Sul e Nordeste foram as detentoras do maior número de representantes na Série B, com seis times cada. Na sequência, a região Sudeste contou com cinco representantes, enquanto dois goianos representaram o Centro-Oeste e apenas o Remo representou o Norte do país.
Botafogo e Coritiba foram as primeiras equipes promovidas à Série A de 2022, na antepenúltima rodada, cerca de nove meses após serem rebaixadas: a equipe carioca superou o Operário-PR por 2–1 de virada, no Rio de Janeiro, enquanto a equipe paranaense subiu um dia após superar o Brasil de Pelotas, em Curitiba, beneficiada pelos resultados de  outros concorrentes diretos ao acesso. Na penúltima rodada, o Botafogo também faturou o título da competição, após derrotar o Brasil de Pelotas por 1–0 no Estádio Bento Freitas. Foi o segundo título da equipe na história do torneio; o primeiro conquistado em 2015. Também na penúltima rodada, o Goiás garantiu o retorno à Série A depois de vencer o Guarani por 2–0 em Campinas. A última vaga na Série A de 2022 foi preenchida pelo Avaí, após derrotar o Sampaio Corrêa na última rodada por 2–1, de virada, em Florianópolis.
O Brasil de Pelotas foi a primeira equipe matematicamente rebaixada à Série C, após ser derrotado pelo Avaí, em casa, e após as vitórias de Brusque e Londrina, faltando cinco rodadas para o término do campeonato. Na penúltima rodada, o Confiança teve o rebaixamento confirmado, após perder em casa para a Ponte Preta. Remo e Vitória completaram a relação de rebaixados na última rodada: o primeiro com o empate em 0–0 com o Confiança, em Belém, e o segundo ao perder em casa para o Vila Nova (0–1).

## Regulamento
A Série B é disputada por 20 clubes no sistema de ida e volta por pontos corridos. Em cada turno, os clubes jogam entre si uma única vez. Os jogos do primeiro turno são realizados na mesma ordem no segundo turno, apenas com o mando de campo invertido. Não há campeões por turnos, sendo declarado campeão o clube que obtiver o maior número de pontos após as 38 rodadas. Ao final, os quatro primeiros clubes ascendem para a Série A de 2022, da mesma forma que os quatro últimos serão rebaixados para a Série C do ano seguinte. O campeão ingressa diretamente na terceira fase da Copa do Brasil de 2022.
Assim como na Série A, essa foi a primeira edição do torneio com limite de troca de técnicos. A partir do segundo turno, todos os jogos passaram a contar com o árbitro assistente de vídeo (VAR).

### Critérios de desempate
Em caso de empate por pontos entre dois clubes, os critérios de desempate foram aplicados na seguinte ordem:
1. Número de vitórias;
2. Saldo de gols;
3. Gols pró (marcados);
4. Confronto direto;
5. Menor número de cartões vermelhos;
6. Menor número de cartões amarelos;
7. Sorteio.

## Participantes
| Equipe            | Cidade         | Estado | Em 2020       | Estádio (mando)  | Capacidade | Títulos        |
| ----------------- | -------------- | ------ | ------------- | ---------------- | ---------- | -------------- |
| Avaí              | Florianópolis  | SC     | 9º            | Ressacada        | 17 826     | 0 (não possui) |
| Botafogo          | Rio de Janeiro | RJ     | 20º (Série A) | Nilton Santos    | 44 661     | 1 (2015)       |
| Brasil de Pelotas | Pelotas        | RS     | 12º           | Bento Freitas    | 12 314     | 0 (não possui) |
| Brusque           | Brusque        | SC     | 4º (Série C)  | Augusto Bauer    | 5 000      | 0 (não possui) |
| Confiança         | Aracaju        | SE     | 15º           | Batistão         | 15 000     | 0 (não possui) |
| Coritiba          | Curitiba       | PR     | 19º (Série A) | Couto Pereira    | 40 502     | 2 (2007, 2010) |
| CRB               | Maceió         | AL     | 10º           | Rei Pelé         | 17 126     | 0 (não possui) |
| Cruzeiro          | Belo Horizonte | MG     | 11º           | Mineirão         | 61 846     | 0 (não possui) |
| CSA               | Maceió         | AL     | 5º            | Rei Pelé         | 17 126     | 0 (não possui) |
| Goiás             | Goiânia        | GO     | 18º (Série A) | Serrinha         | 16 500     | 2 (1999, 2012) |
| Guarani           | Campinas       | SP     | 13º           | Brinco de Ouro   | 29 130     | 1 (1981)       |
| Londrina          | Londrina       | PR     | 3º (Série C)  | Estádio do Café  | 30 000     | 1 (1980)       |
| Náutico           | Recife         | PE     | 16º           | Aflitos          | 22 856     | 0 (não possui) |
| Operário-PR       | Ponta Grossa   | PR     | 8º            | Germano Krüger   | 10 632     | 0 (não possui) |
| Ponte Preta       | Campinas       | SP     | 7º            | Moisés Lucarelli | 17 728     | 0 (não possui) |
| Remo              | Belém          | PA     | 2º (Série C)  | Baenão           | 13 792     | 0 (não possui) |
| Sampaio Corrêa    | São Luís       | MA     | 6º            | Castelão         | 40 149     | 1 (1972)       |
| Vasco da Gama     | Rio de Janeiro | RJ     | 17º (Série A) | São Januário     | 21 680     | 1 (2009)       |
| Vila Nova         | Goiânia        | GO     | 1º (Série C)  | OBA              | 11 788     | 0 (não possui) |
| Vitória           | Salvador       | BA     | 14º           | Barradão         | 35 000     | 0 (não possui) |

## Estádios
| Avaí | Botafogo | Brasil de Pelotas | Brusque | Confiança | Coritiba           |
| --- | --- | --- | --- | --- | ------------------ |
| Ressacada | Nilton Santos | Bento Freitas | Augusto Bauer | Batistão | Couto Pereira      |
| Capacidade: 17 826 | Capacidade: 44 661 | Capacidade: 12 314 | Capacidade: 5 000 | Capacidade: 15 000 | Capacidade: 40 502 |
| | | | | |                    |
| CRB | \| Avaí Botafogo Brasil de Pelotas Brusque Confiança Coritiba CRB Cruzeiro CSA Goiás Guarani Londrina Náutico Operário-PR Ponte Preta Remo Sampaio Corrêa Vasco da Gama Vila Nova VitóriaLocalização das equipes participantes da Série B de 2021. \| | \| Avaí Botafogo Brasil de Pelotas Brusque Confiança Coritiba CRB Cruzeiro CSA Goiás Guarani Londrina Náutico Operário-PR Ponte Preta Remo Sampaio Corrêa Vasco da Gama Vila Nova VitóriaLocalização das equipes participantes da Série B de 2021. \| | \| Avaí Botafogo Brasil de Pelotas Brusque Confiança Coritiba CRB Cruzeiro CSA Goiás Guarani Londrina Náutico Operário-PR Ponte Preta Remo Sampaio Corrêa Vasco da Gama Vila Nova VitóriaLocalização das equipes participantes da Série B de 2021. \| | \| Avaí Botafogo Brasil de Pelotas Brusque Confiança Coritiba CRB Cruzeiro CSA Goiás Guarani Londrina Náutico Operário-PR Ponte Preta Remo Sampaio Corrêa Vasco da Gama Vila Nova VitóriaLocalização das equipes participantes da Série B de 2021. \| | Cruzeiro           |
| Rei Pelé | \| Avaí Botafogo Brasil de Pelotas Brusque Confiança Coritiba CRB Cruzeiro CSA Goiás Guarani Londrina Náutico Operário-PR Ponte Preta Remo Sampaio Corrêa Vasco da Gama Vila Nova VitóriaLocalização das equipes participantes da Série B de 2021. \| | \| Avaí Botafogo Brasil de Pelotas Brusque Confiança Coritiba CRB Cruzeiro CSA Goiás Guarani Londrina Náutico Operário-PR Ponte Preta Remo Sampaio Corrêa Vasco da Gama Vila Nova VitóriaLocalização das equipes participantes da Série B de 2021. \| | \| Avaí Botafogo Brasil de Pelotas Brusque Confiança Coritiba CRB Cruzeiro CSA Goiás Guarani Londrina Náutico Operário-PR Ponte Preta Remo Sampaio Corrêa Vasco da Gama Vila Nova VitóriaLocalização das equipes participantes da Série B de 2021. \| | \| Avaí Botafogo Brasil de Pelotas Brusque Confiança Coritiba CRB Cruzeiro CSA Goiás Guarani Londrina Náutico Operário-PR Ponte Preta Remo Sampaio Corrêa Vasco da Gama Vila Nova VitóriaLocalização das equipes participantes da Série B de 2021. \| | Mineirão           |
| Capacidade: 17 126 | \| Avaí Botafogo Brasil de Pelotas Brusque Confiança Coritiba CRB Cruzeiro CSA Goiás Guarani Londrina Náutico Operário-PR Ponte Preta Remo Sampaio Corrêa Vasco da Gama Vila Nova VitóriaLocalização das equipes participantes da Série B de 2021. \| | \| Avaí Botafogo Brasil de Pelotas Brusque Confiança Coritiba CRB Cruzeiro CSA Goiás Guarani Londrina Náutico Operário-PR Ponte Preta Remo Sampaio Corrêa Vasco da Gama Vila Nova VitóriaLocalização das equipes participantes da Série B de 2021. \| | \| Avaí Botafogo Brasil de Pelotas Brusque Confiança Coritiba CRB Cruzeiro CSA Goiás Guarani Londrina Náutico Operário-PR Ponte Preta Remo Sampaio Corrêa Vasco da Gama Vila Nova VitóriaLocalização das equipes participantes da Série B de 2021. \| | \| Avaí Botafogo Brasil de Pelotas Brusque Confiança Coritiba CRB Cruzeiro CSA Goiás Guarani Londrina Náutico Operário-PR Ponte Preta Remo Sampaio Corrêa Vasco da Gama Vila Nova VitóriaLocalização das equipes participantes da Série B de 2021. \| | Capacidade: 61 846 |
| | \| Avaí Botafogo Brasil de Pelotas Brusque Confiança Coritiba CRB Cruzeiro CSA Goiás Guarani Londrina Náutico Operário-PR Ponte Preta Remo Sampaio Corrêa Vasco da Gama Vila Nova VitóriaLocalização das equipes participantes da Série B de 2021. \| | \| Avaí Botafogo Brasil de Pelotas Brusque Confiança Coritiba CRB Cruzeiro CSA Goiás Guarani Londrina Náutico Operário-PR Ponte Preta Remo Sampaio Corrêa Vasco da Gama Vila Nova VitóriaLocalização das equipes participantes da Série B de 2021. \| | \| Avaí Botafogo Brasil de Pelotas Brusque Confiança Coritiba CRB Cruzeiro CSA Goiás Guarani Londrina Náutico Operário-PR Ponte Preta Remo Sampaio Corrêa Vasco da Gama Vila Nova VitóriaLocalização das equipes participantes da Série B de 2021. \| | \| Avaí Botafogo Brasil de Pelotas Brusque Confiança Coritiba CRB Cruzeiro CSA Goiás Guarani Londrina Náutico Operário-PR Ponte Preta Remo Sampaio Corrêa Vasco da Gama Vila Nova VitóriaLocalização das equipes participantes da Série B de 2021. \| |                    |
| CSA | \| Avaí Botafogo Brasil de Pelotas Brusque Confiança Coritiba CRB Cruzeiro CSA Goiás Guarani Londrina Náutico Operário-PR Ponte Preta Remo Sampaio Corrêa Vasco da Gama Vila Nova VitóriaLocalização das equipes participantes da Série B de 2021. \| | \| Avaí Botafogo Brasil de Pelotas Brusque Confiança Coritiba CRB Cruzeiro CSA Goiás Guarani Londrina Náutico Operário-PR Ponte Preta Remo Sampaio Corrêa Vasco da Gama Vila Nova VitóriaLocalização das equipes participantes da Série B de 2021. \| | \| Avaí Botafogo Brasil de Pelotas Brusque Confiança Coritiba CRB Cruzeiro CSA Goiás Guarani Londrina Náutico Operário-PR Ponte Preta Remo Sampaio Corrêa Vasco da Gama Vila Nova VitóriaLocalização das equipes participantes da Série B de 2021. \| | \| Avaí Botafogo Brasil de Pelotas Brusque Confiança Coritiba CRB Cruzeiro CSA Goiás Guarani Londrina Náutico Operário-PR Ponte Preta Remo Sampaio Corrêa Vasco da Gama Vila Nova VitóriaLocalização das equipes participantes da Série B de 2021. \| | Goiás              |
| Rei Pelé | \| Avaí Botafogo Brasil de Pelotas Brusque Confiança Coritiba CRB Cruzeiro CSA Goiás Guarani Londrina Náutico Operário-PR Ponte Preta Remo Sampaio Corrêa Vasco da Gama Vila Nova VitóriaLocalização das equipes participantes da Série B de 2021. \| | \| Avaí Botafogo Brasil de Pelotas Brusque Confiança Coritiba CRB Cruzeiro CSA Goiás Guarani Londrina Náutico Operário-PR Ponte Preta Remo Sampaio Corrêa Vasco da Gama Vila Nova VitóriaLocalização das equipes participantes da Série B de 2021. \| | \| Avaí Botafogo Brasil de Pelotas Brusque Confiança Coritiba CRB Cruzeiro CSA Goiás Guarani Londrina Náutico Operário-PR Ponte Preta Remo Sampaio Corrêa Vasco da Gama Vila Nova VitóriaLocalização das equipes participantes da Série B de 2021. \| | \| Avaí Botafogo Brasil de Pelotas Brusque Confiança Coritiba CRB Cruzeiro CSA Goiás Guarani Londrina Náutico Operário-PR Ponte Preta Remo Sampaio Corrêa Vasco da Gama Vila Nova VitóriaLocalização das equipes participantes da Série B de 2021. \| | Serrinha           |
| Capacidade: 17 126 | \| Avaí Botafogo Brasil de Pelotas Brusque Confiança Coritiba CRB Cruzeiro CSA Goiás Guarani Londrina Náutico Operário-PR Ponte Preta Remo Sampaio Corrêa Vasco da Gama Vila Nova VitóriaLocalização das equipes participantes da Série B de 2021. \| | \| Avaí Botafogo Brasil de Pelotas Brusque Confiança Coritiba CRB Cruzeiro CSA Goiás Guarani Londrina Náutico Operário-PR Ponte Preta Remo Sampaio Corrêa Vasco da Gama Vila Nova VitóriaLocalização das equipes participantes da Série B de 2021. \| | \| Avaí Botafogo Brasil de Pelotas Brusque Confiança Coritiba CRB Cruzeiro CSA Goiás Guarani Londrina Náutico Operário-PR Ponte Preta Remo Sampaio Corrêa Vasco da Gama Vila Nova VitóriaLocalização das equipes participantes da Série B de 2021. \| | \| Avaí Botafogo Brasil de Pelotas Brusque Confiança Coritiba CRB Cruzeiro CSA Goiás Guarani Londrina Náutico Operário-PR Ponte Preta Remo Sampaio Corrêa Vasco da Gama Vila Nova VitóriaLocalização das equipes participantes da Série B de 2021. \| | Capacidade: 16 500 |
| | \| Avaí Botafogo Brasil de Pelotas Brusque Confiança Coritiba CRB Cruzeiro CSA Goiás Guarani Londrina Náutico Operário-PR Ponte Preta Remo Sampaio Corrêa Vasco da Gama Vila Nova VitóriaLocalização das equipes participantes da Série B de 2021. \| | \| Avaí Botafogo Brasil de Pelotas Brusque Confiança Coritiba CRB Cruzeiro CSA Goiás Guarani Londrina Náutico Operário-PR Ponte Preta Remo Sampaio Corrêa Vasco da Gama Vila Nova VitóriaLocalização das equipes participantes da Série B de 2021. \| | \| Avaí Botafogo Brasil de Pelotas Brusque Confiança Coritiba CRB Cruzeiro CSA Goiás Guarani Londrina Náutico Operário-PR Ponte Preta Remo Sampaio Corrêa Vasco da Gama Vila Nova VitóriaLocalização das equipes participantes da Série B de 2021. \| | \| Avaí Botafogo Brasil de Pelotas Brusque Confiança Coritiba CRB Cruzeiro CSA Goiás Guarani Londrina Náutico Operário-PR Ponte Preta Remo Sampaio Corrêa Vasco da Gama Vila Nova VitóriaLocalização das equipes participantes da Série B de 2021. \| |                    |
| Guarani | \| Avaí Botafogo Brasil de Pelotas Brusque Confiança Coritiba CRB Cruzeiro CSA Goiás Guarani Londrina Náutico Operário-PR Ponte Preta Remo Sampaio Corrêa Vasco da Gama Vila Nova VitóriaLocalização das equipes participantes da Série B de 2021. \| | \| Avaí Botafogo Brasil de Pelotas Brusque Confiança Coritiba CRB Cruzeiro CSA Goiás Guarani Londrina Náutico Operário-PR Ponte Preta Remo Sampaio Corrêa Vasco da Gama Vila Nova VitóriaLocalização das equipes participantes da Série B de 2021. \| | \| Avaí Botafogo Brasil de Pelotas Brusque Confiança Coritiba CRB Cruzeiro CSA Goiás Guarani Londrina Náutico Operário-PR Ponte Preta Remo Sampaio Corrêa Vasco da Gama Vila Nova VitóriaLocalização das equipes participantes da Série B de 2021. \| | \| Avaí Botafogo Brasil de Pelotas Brusque Confiança Coritiba CRB Cruzeiro CSA Goiás Guarani Londrina Náutico Operário-PR Ponte Preta Remo Sampaio Corrêa Vasco da Gama Vila Nova VitóriaLocalização das equipes participantes da Série B de 2021. \| | Londrina           |
| Brinco de Ouro | \| Avaí Botafogo Brasil de Pelotas Brusque Confiança Coritiba CRB Cruzeiro CSA Goiás Guarani Londrina Náutico Operário-PR Ponte Preta Remo Sampaio Corrêa Vasco da Gama Vila Nova VitóriaLocalização das equipes participantes da Série B de 2021. \| | \| Avaí Botafogo Brasil de Pelotas Brusque Confiança Coritiba CRB Cruzeiro CSA Goiás Guarani Londrina Náutico Operário-PR Ponte Preta Remo Sampaio Corrêa Vasco da Gama Vila Nova VitóriaLocalização das equipes participantes da Série B de 2021. \| | \| Avaí Botafogo Brasil de Pelotas Brusque Confiança Coritiba CRB Cruzeiro CSA Goiás Guarani Londrina Náutico Operário-PR Ponte Preta Remo Sampaio Corrêa Vasco da Gama Vila Nova VitóriaLocalização das equipes participantes da Série B de 2021. \| | \| Avaí Botafogo Brasil de Pelotas Brusque Confiança Coritiba CRB Cruzeiro CSA Goiás Guarani Londrina Náutico Operário-PR Ponte Preta Remo Sampaio Corrêa Vasco da Gama Vila Nova VitóriaLocalização das equipes participantes da Série B de 2021. \| | Estádio do Café    |
| Capacidade: 29 130 | \| Avaí Botafogo Brasil de Pelotas Brusque Confiança Coritiba CRB Cruzeiro CSA Goiás Guarani Londrina Náutico Operário-PR Ponte Preta Remo Sampaio Corrêa Vasco da Gama Vila Nova VitóriaLocalização das equipes participantes da Série B de 2021. \| | \| Avaí Botafogo Brasil de Pelotas Brusque Confiança Coritiba CRB Cruzeiro CSA Goiás Guarani Londrina Náutico Operário-PR Ponte Preta Remo Sampaio Corrêa Vasco da Gama Vila Nova VitóriaLocalização das equipes participantes da Série B de 2021. \| | \| Avaí Botafogo Brasil de Pelotas Brusque Confiança Coritiba CRB Cruzeiro CSA Goiás Guarani Londrina Náutico Operário-PR Ponte Preta Remo Sampaio Corrêa Vasco da Gama Vila Nova VitóriaLocalização das equipes participantes da Série B de 2021. \| | \| Avaí Botafogo Brasil de Pelotas Brusque Confiança Coritiba CRB Cruzeiro CSA Goiás Guarani Londrina Náutico Operário-PR Ponte Preta Remo Sampaio Corrêa Vasco da Gama Vila Nova VitóriaLocalização das equipes participantes da Série B de 2021. \| | Capacidade: 30 000 |
| | \| Avaí Botafogo Brasil de Pelotas Brusque Confiança Coritiba CRB Cruzeiro CSA Goiás Guarani Londrina Náutico Operário-PR Ponte Preta Remo Sampaio Corrêa Vasco da Gama Vila Nova VitóriaLocalização das equipes participantes da Série B de 2021. \| | \| Avaí Botafogo Brasil de Pelotas Brusque Confiança Coritiba CRB Cruzeiro CSA Goiás Guarani Londrina Náutico Operário-PR Ponte Preta Remo Sampaio Corrêa Vasco da Gama Vila Nova VitóriaLocalização das equipes participantes da Série B de 2021. \| | \| Avaí Botafogo Brasil de Pelotas Brusque Confiança Coritiba CRB Cruzeiro CSA Goiás Guarani Londrina Náutico Operário-PR Ponte Preta Remo Sampaio Corrêa Vasco da Gama Vila Nova VitóriaLocalização das equipes participantes da Série B de 2021. \| | \| Avaí Botafogo Brasil de Pelotas Brusque Confiança Coritiba CRB Cruzeiro CSA Goiás Guarani Londrina Náutico Operário-PR Ponte Preta Remo Sampaio Corrêa Vasco da Gama Vila Nova VitóriaLocalização das equipes participantes da Série B de 2021. \| |                    |
| Náutico | \| Avaí Botafogo Brasil de Pelotas Brusque Confiança Coritiba CRB Cruzeiro CSA Goiás Guarani Londrina Náutico Operário-PR Ponte Preta Remo Sampaio Corrêa Vasco da Gama Vila Nova VitóriaLocalização das equipes participantes da Série B de 2021. \| | \| Avaí Botafogo Brasil de Pelotas Brusque Confiança Coritiba CRB Cruzeiro CSA Goiás Guarani Londrina Náutico Operário-PR Ponte Preta Remo Sampaio Corrêa Vasco da Gama Vila Nova VitóriaLocalização das equipes participantes da Série B de 2021. \| | \| Avaí Botafogo Brasil de Pelotas Brusque Confiança Coritiba CRB Cruzeiro CSA Goiás Guarani Londrina Náutico Operário-PR Ponte Preta Remo Sampaio Corrêa Vasco da Gama Vila Nova VitóriaLocalização das equipes participantes da Série B de 2021. \| | \| Avaí Botafogo Brasil de Pelotas Brusque Confiança Coritiba CRB Cruzeiro CSA Goiás Guarani Londrina Náutico Operário-PR Ponte Preta Remo Sampaio Corrêa Vasco da Gama Vila Nova VitóriaLocalização das equipes participantes da Série B de 2021. \| | Operário-PR        |
| Aflitos | \| Avaí Botafogo Brasil de Pelotas Brusque Confiança Coritiba CRB Cruzeiro CSA Goiás Guarani Londrina Náutico Operário-PR Ponte Preta Remo Sampaio Corrêa Vasco da Gama Vila Nova VitóriaLocalização das equipes participantes da Série B de 2021. \| | \| Avaí Botafogo Brasil de Pelotas Brusque Confiança Coritiba CRB Cruzeiro CSA Goiás Guarani Londrina Náutico Operário-PR Ponte Preta Remo Sampaio Corrêa Vasco da Gama Vila Nova VitóriaLocalização das equipes participantes da Série B de 2021. \| | \| Avaí Botafogo Brasil de Pelotas Brusque Confiança Coritiba CRB Cruzeiro CSA Goiás Guarani Londrina Náutico Operário-PR Ponte Preta Remo Sampaio Corrêa Vasco da Gama Vila Nova VitóriaLocalização das equipes participantes da Série B de 2021. \| | \| Avaí Botafogo Brasil de Pelotas Brusque Confiança Coritiba CRB Cruzeiro CSA Goiás Guarani Londrina Náutico Operário-PR Ponte Preta Remo Sampaio Corrêa Vasco da Gama Vila Nova VitóriaLocalização das equipes participantes da Série B de 2021. \| | Germano Krüger     |
| Capacidade: 22 856 | \| Avaí Botafogo Brasil de Pelotas Brusque Confiança Coritiba CRB Cruzeiro CSA Goiás Guarani Londrina Náutico Operário-PR Ponte Preta Remo Sampaio Corrêa Vasco da Gama Vila Nova VitóriaLocalização das equipes participantes da Série B de 2021. \| | \| Avaí Botafogo Brasil de Pelotas Brusque Confiança Coritiba CRB Cruzeiro CSA Goiás Guarani Londrina Náutico Operário-PR Ponte Preta Remo Sampaio Corrêa Vasco da Gama Vila Nova VitóriaLocalização das equipes participantes da Série B de 2021. \| | \| Avaí Botafogo Brasil de Pelotas Brusque Confiança Coritiba CRB Cruzeiro CSA Goiás Guarani Londrina Náutico Operário-PR Ponte Preta Remo Sampaio Corrêa Vasco da Gama Vila Nova VitóriaLocalização das equipes participantes da Série B de 2021. \| | \| Avaí Botafogo Brasil de Pelotas Brusque Confiança Coritiba CRB Cruzeiro CSA Goiás Guarani Londrina Náutico Operário-PR Ponte Preta Remo Sampaio Corrêa Vasco da Gama Vila Nova VitóriaLocalização das equipes participantes da Série B de 2021. \| | Capacidade: 10 632 |
| | \| Avaí Botafogo Brasil de Pelotas Brusque Confiança Coritiba CRB Cruzeiro CSA Goiás Guarani Londrina Náutico Operário-PR Ponte Preta Remo Sampaio Corrêa Vasco da Gama Vila Nova VitóriaLocalização das equipes participantes da Série B de 2021. \| | \| Avaí Botafogo Brasil de Pelotas Brusque Confiança Coritiba CRB Cruzeiro CSA Goiás Guarani Londrina Náutico Operário-PR Ponte Preta Remo Sampaio Corrêa Vasco da Gama Vila Nova VitóriaLocalização das equipes participantes da Série B de 2021. \| | \| Avaí Botafogo Brasil de Pelotas Brusque Confiança Coritiba CRB Cruzeiro CSA Goiás Guarani Londrina Náutico Operário-PR Ponte Preta Remo Sampaio Corrêa Vasco da Gama Vila Nova VitóriaLocalização das equipes participantes da Série B de 2021. \| | \| Avaí Botafogo Brasil de Pelotas Brusque Confiança Coritiba CRB Cruzeiro CSA Goiás Guarani Londrina Náutico Operário-PR Ponte Preta Remo Sampaio Corrêa Vasco da Gama Vila Nova VitóriaLocalização das equipes participantes da Série B de 2021. \| |                    |
| Ponte Preta | Remo | Sampaio Corrêa | Vasco da Gama | Vila Nova | Vitória            |
| Moisés Lucarelli | Baenão | Castelão | São Januário | OBA | Barradão           |
| Capacidade: 17 728 | Capacidade: 13 792 | Capacidade: 40 149 | Capacidade: 21 680 | Capacidade: 11 788 | Capacidade: 35 000 |
| | | | | Estádio Onésio Brasileiro Alvarenda |                    |
| Avaí Botafogo Brasil de Pelotas Brusque Confiança Coritiba CRB Cruzeiro CSA Goiás Guarani Londrina Náutico Operário-PR Ponte Preta Remo Sampaio Corrêa Vasco da Gama Vila Nova VitóriaLocalização das equipes participantes da Série B de 2021. | | | | |                    |

### Outros estádios
Além dos estádios de mando usual, outros estádios foram utilizados devido a punições de perda de mando de campo impostas pelo Superior Tribunal de Justiça Desportiva ou por conta de problemas de interdição dos estádios usuais ou simplesmente por opção dos clubes em mandar seus jogos em outros locais, geralmente buscando uma melhor renda.

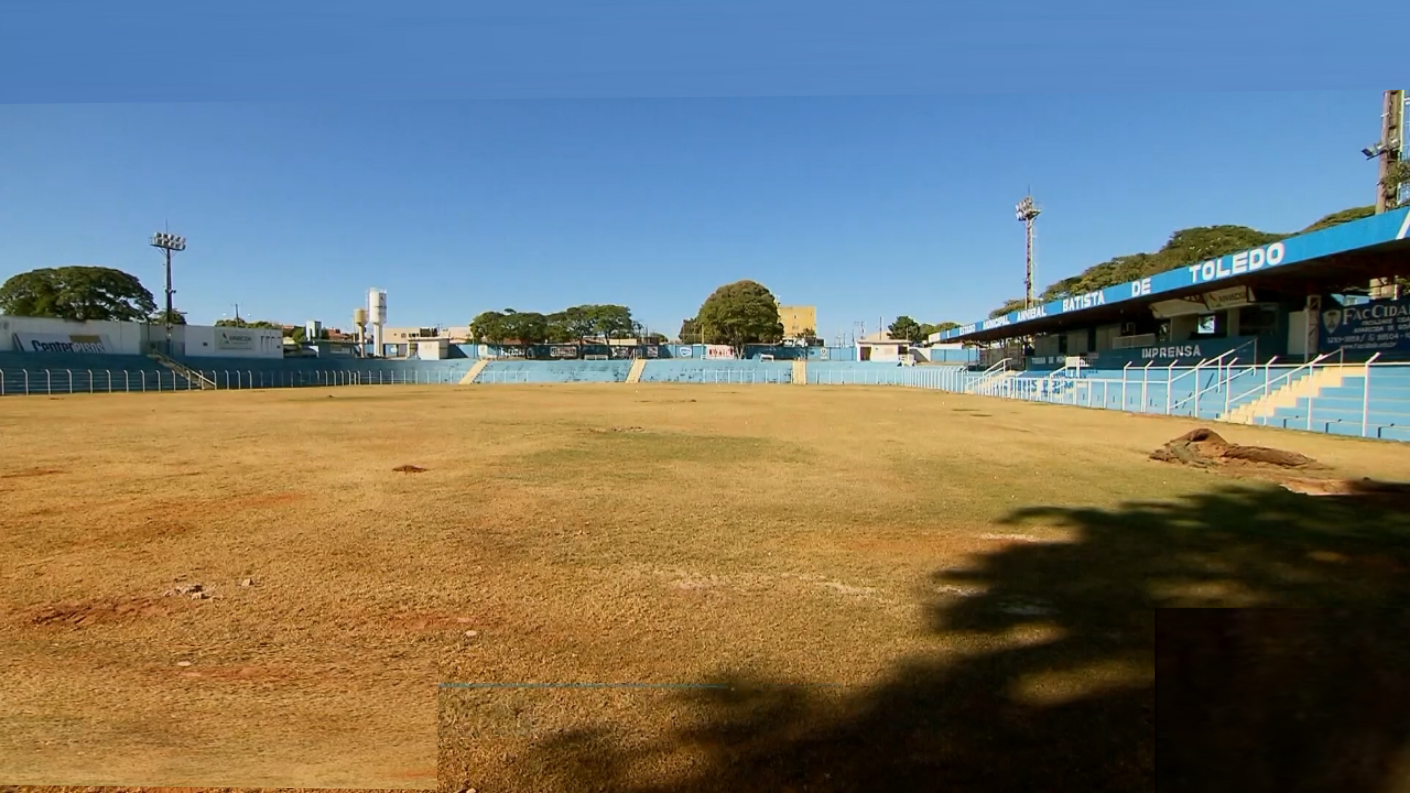
Annibal de Toledo (Aparecida de Goiânia)
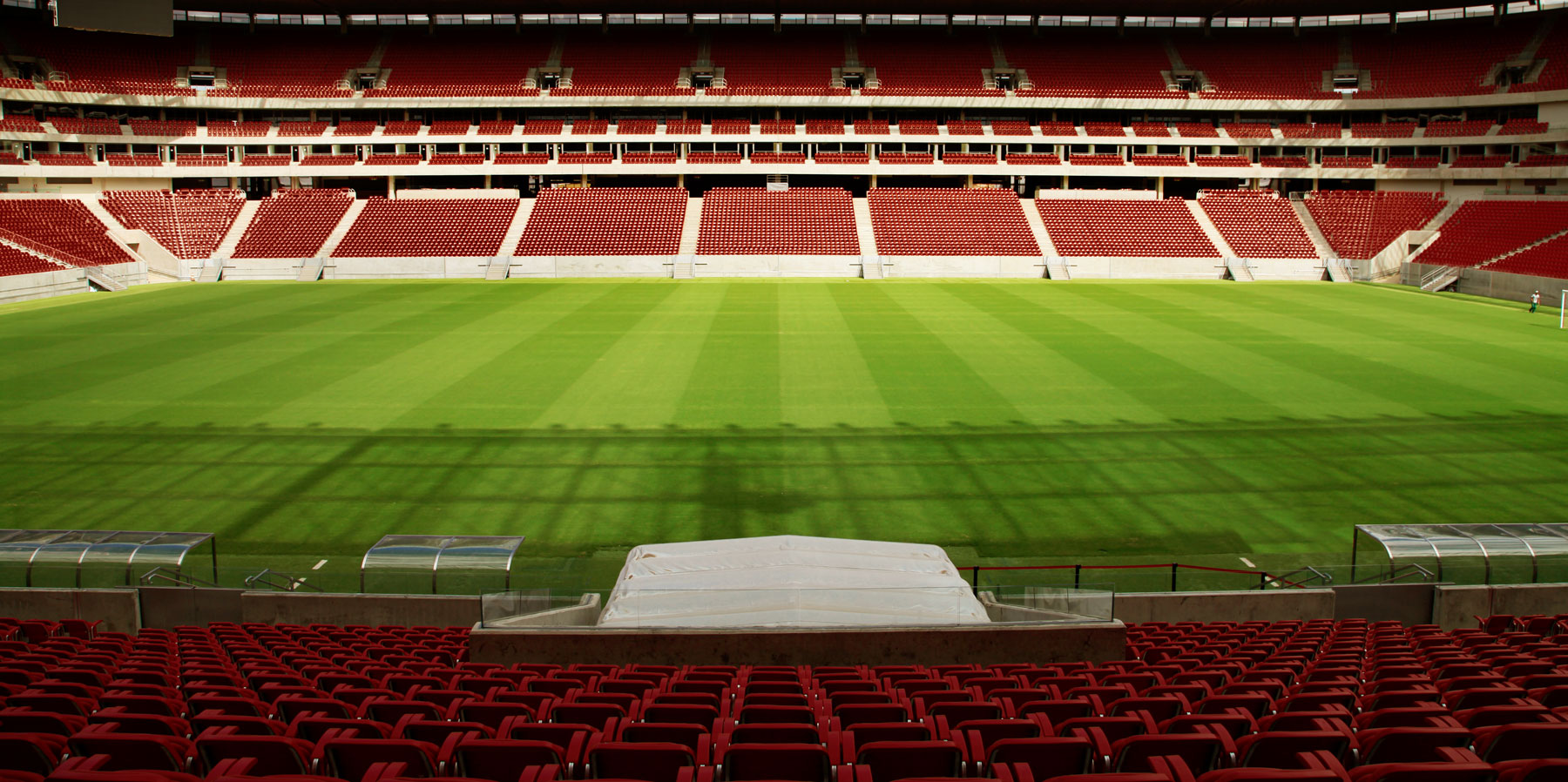
Arena de Pernambuco (São Lourenço da Mata)
Arena do Jacaré (Sete Lagoas)
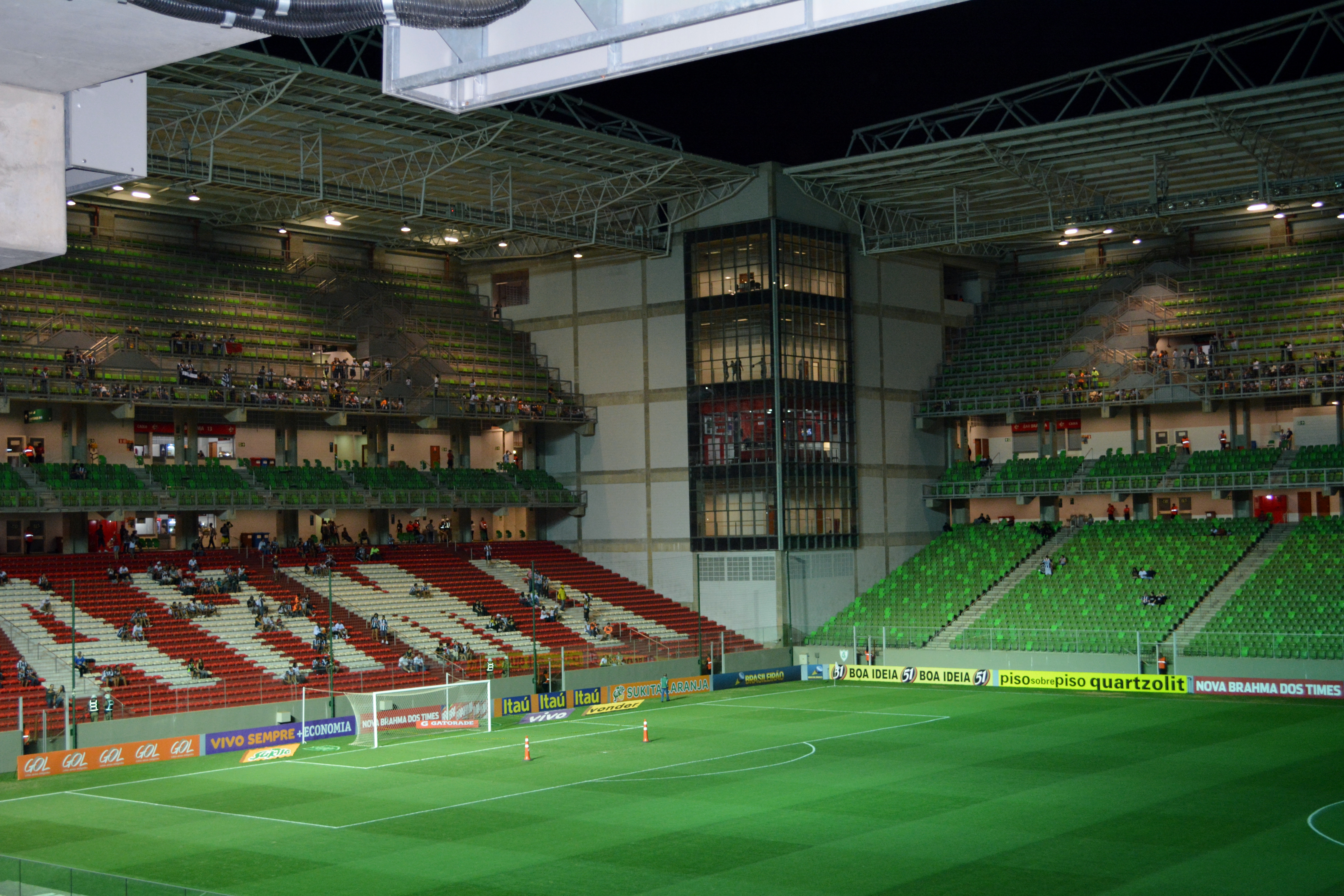
Independência (Belo Horizonte)
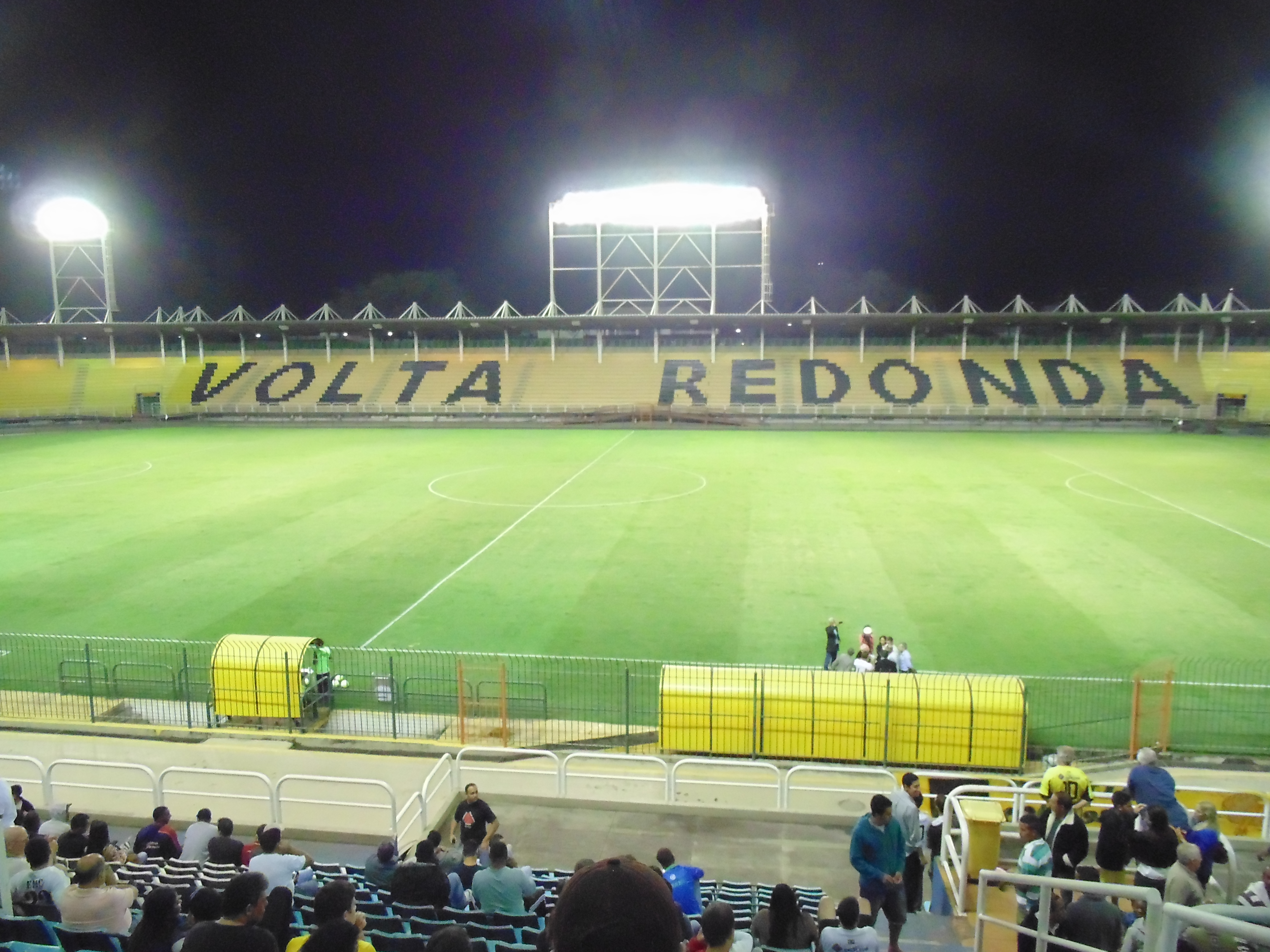
Raulino de Oliveira (Volta Redonda)

## Classificação
|  | v d e |

| Pos. | Equipes           | P  | J  | V  | E  | D  | GP | GC | SG  | %  | M       | Classificação ou rebaixamento |
| ---- | ----------------- | -- | -- | -- | -- | -- | -- | -- | --- | -- | ------- | ----------------------------- |
| 1    | Botafogo          | 70 | 38 | 20 | 10 | 8  | 56 | 31 | +25 | 61 | Estável | Promovidos à Série A de 2022  |
| 2    | Goiás             | 65 | 38 | 17 | 14 | 7  | 48 | 31 | +17 | 57 | 1       | Promovidos à Série A de 2022  |
| 3    | Coritiba          | 64 | 38 | 18 | 10 | 10 | 49 | 35 | +14 | 56 | 1       | Promovidos à Série A de 2022  |
| 4    | Avaí              | 64 | 38 | 18 | 10 | 10 | 44 | 35 | +9  | 56 | Estável | Promovidos à Série A de 2022  |
| 5    | CSA               | 62 | 38 | 18 | 8  | 12 | 48 | 33 | +15 | 54 | 1       |                               |
| 6    | Guarani           | 60 | 38 | 16 | 12 | 10 | 54 | 41 | +13 | 53 | 1       |                               |
| 7    | CRB               | 60 | 38 | 16 | 12 | 10 | 47 | 39 | +8  | 53 | 2       |                               |
| 8    | Náutico           | 53 | 38 | 14 | 11 | 13 | 50 | 50 | 0   | 46 | Estável |                               |
| 9    | Vila Nova         | 51 | 38 | 12 | 15 | 11 | 35 | 36 | –1  | 45 | 1       |                               |
| 10   | Vasco da Gama     | 49 | 38 | 13 | 10 | 15 | 43 | 52 | –9  | 43 | 1       |                               |
| 11   | Ponte Preta       | 49 | 38 | 12 | 13 | 13 | 39 | 40 | –1  | 43 | 3       |                               |
| 12   | Operário-PR       | 48 | 38 | 13 | 9  | 16 | 35 | 46 | –11 | 42 | 3       |                               |
| 13   | Brusque           | 48 | 38 | 13 | 9  | 16 | 44 | 56 | –12 | 42 | 2       |                               |
| 14   | Cruzeiro          | 48 | 38 | 10 | 18 | 10 | 42 | 44 | –2  | 42 | 1       |                               |
| 15   | Sampaio Corrêa    | 47 | 38 | 12 | 11 | 15 | 41 | 42 | –1  | 41 | 3       |                               |
| 16   | Londrina          | 44 | 38 | 11 | 11 | 16 | 31 | 41 | –10 | 39 | 1       |                               |
| 17   | Remo              | 43 | 38 | 11 | 10 | 17 | 31 | 42 | –11 | 38 | 1       | Rebaixados à Série C de 2022  |
| 18   | Vitória           | 40 | 38 | 8  | 16 | 14 | 31 | 32 | –1  | 35 | Estável | Rebaixados à Série C de 2022  |
| 19   | Confiança         | 37 | 38 | 9  | 10 | 19 | 35 | 48 | –13 | 32 | Estável | Rebaixados à Série C de 2022  |
| 20   | Brasil de Pelotas | 23 | 38 | 4  | 11 | 23 | 23 | 52 | –29 | 20 | Estável | Rebaixados à Série C de 2022  |

## Confrontos
|                   | AVA | BOT | BPE | BRU | CON | CTB | CRB | CRU | CSA | GOI | GUA | LON | NAU | OPF | PON | REM | SAM | VAS | VIL | VIT |
| ----------------- | --- | --- | --- | --- | --- | --- | --- | --- | --- | --- | --- | --- | --- | --- | --- | --- | --- | --- | --- | --- |
| Avaí              | —   | 1–1 | 1–1 | 1–2 | 2–1 | 1–2 | 1–0 | 1–0 | 1–1 | 1–0 | 0–1 | 2–0 | 2–0 | 1–0 | 1–1 | 1–0 | 2–1 | 3–1 | 1–1 | 1–1 |
| Botafogo          | 1–2 | —   | 1–0 | 3–0 | 1–0 | 2–0 | 2–0 | 3–3 | 2–0 | 0–2 | 2–2 | 4–0 | 3–1 | 2–1 | 2–0 | 3–0 | 2–0 | 2–0 | 3–2 | 1–0 |
| Brasil de Pelotas | 0–1 | 0–1 | —   | 0–2 | 1–1 | 0–2 | 0–1 | 0–0 | 0–1 | 2–1 | 0–1 | 0–0 | 3–2 | 1–0 | 1–1 | 1–1 | 1–2 | 1–2 | 2–2 | 1–0 |
| Brusque           | 0–0 | 2–1 | 1–0 | —   | 3–0 | 0–0 | 1–0 | 1–2 | 2–3 | 0–1 | 2–0 | 0–0 | 4–3 | 2–0 | 2–1 | 3–1 | 0–0 | 0–1 | 2–3 | 0–0 |
| Confiança         | 3–1 | 0–1 | 1–1 | 3–2 | —   | 0–1 | 1–2 | 3–1 | 0–2 | 1–2 | 1–4 | 0–2 | 0–0 | 1–0 | 0–1 | 1–2 | 2–0 | 1–2 | 1–0 | 1–1 |
| Coritiba          | 2–0 | 0–1 | 2–1 | 4–0 | 1–1 | —   | 1–1 | 0–3 | 0–1 | 1–1 | 1–0 | 1–1 | 3–1 | 3–1 | 2–0 | 2–1 | 3–0 | 1–1 | 1–0 | 1–0 |
| CRB               | 1–2 | 2–1 | 2–1 | 3–0 | 3–2 | 1–1 | —   | 0–0 | 0–0 | 0–1 | 2–2 | 1–0 | 1–1 | 0–0 | 1–1 | 2–2 | 1–0 | 1–1 | 2–1 | 3–1 |
| Cruzeiro          | 0–3 | 0–0 | 2–0 | 2–0 | 1–0 | 0–0 | 3–4 | —   | 1–2 | 1–1 | 3–3 | 2–2 | 0–0 | 1–1 | 1–0 | 1–3 | 1–1 | 2–1 | 1–1 | 2–2 |
| CSA               | 0–0 | 2–0 | 4–0 | 4–1 | 0–0 | 3–0 | 0–1 | 2–1 | —   | 0–1 | 1–1 | 1–0 | 0–1 | 2–4 | 2–1 | 2–0 | 0–0 | 2–2 | 1–1 | 2–1 |
| Goiás             | 3–0 | 1–1 | 2–1 | 2–2 | 2–0 | 2–1 | 1–0 | 1–1 | 3–1 | —   | 2–1 | 0–0 | 0–1 | 1–0 | 2–2 | 1–1 | 2–2 | 1–0 | 1–2 | 3–0 |
| Guarani           | 4–0 | 1–1 | 2–0 | 4–1 | 1–2 | 0–2 | 1–0 | 1–1 | 1–0 | 0–2 | —   | 3–0 | 1–3 | 3–0 | 1–0 | 2–0 | 0–0 | 1–0 | 1–4 | 1–1 |
| Londrina          | 1–3 | 2–2 | 0–0 | 0–1 | 0–0 | 2–3 | 0–2 | 0–1 | 0–2 | 0–0 | 0–1 | —   | 0–0 | 1–2 | 2–1 | 1–0 | 3–1 | 3–0 | 1–0 | 1–0 |
| Náutico           | 1–2 | 3–1 | 2–1 | 1–1 | 0–4 | 2–1 | 1–3 | 0–1 | 1–0 | 3–2 | 1–1 | 1–2 | —   | 5–0 | 1–1 | 1–1 | 2–1 | 2–2 | 2–0 | 1–1 |
| Operário-PR       | 2–1 | 1–0 | 2–1 | 1–1 | 0–0 | 1–0 | 2–1 | 2–1 | 0–2 | 1–1 | 2–5 | 0–0 | 1–2 | —   | 1–2 | 2–1 | 1–0 | 2–0 | 1–2 | 0–1 |
| Ponte Preta       | 0–0 | 0–0 | 1–0 | 3–0 | 4–2 | 3–2 | 1–0 | 0–1 | 2–1 | 2–1 | 0–0 | 2–1 | 2–3 | 0–0 | —   | 1–2 | 3–2 | 1–1 | 1–1 | 0–0 |
| Remo              | 2–1 | 0–1 | 1–0 | 2–1 | 0–0 | 0–0 | 1–2 | 1–0 | 1–0 | 0–1 | 0–0 | 0–1 | 1–0 | 0–1 | 0–1 | —   | 0–2 | 2–1 | 0–1 | 0–0 |
| Sampaio Corrêa    | 0–2 | 2–0 | 2–1 | 2–2 | 3–1 | 2–3 | 2–3 | 1–1 | 2–0 | 0–0 | 0–1 | 1–0 | 2–0 | 0–0 | 1–0 | 1–1 | —   | 1–0 | 3–0 | 0–1 |
| Vasco             | 0–2 | 0–4 | 1–1 | 2–1 | 1–0 | 2–1 | 3–0 | 1–1 | 1–3 | 2–0 | 4–1 | 1–2 | 1–1 | 0–2 | 2–0 | 2–2 | 1–0 | —   | 1–0 | 0–3 |
| Vila Nova         | 1–0 | 1–1 | 0–0 | 0–1 | 0–0 | 0–1 | 0–0 | 0–0 | 1–0 | 0–0 | 2–2 | 2–1 | 1–0 | 2–1 | 0–0 | 1–0 | 0–2 | 2–2 | —   | 0–0 |
| Vitória           | 0–0 | 0–0 | 4–0 | 3–1 | 0–1 | 0–0 | 1–1 | 3–0 | 0–1 | 1–1 | 1–0 | 1–2 | 0–1 | 0–0 | 1–0 | 1–2 | 2–2 | 0–1 | 0–1 | —   |

| Vitória do mandante Vitória do visitante Empate | Em negrito os jogos "clássicos". |

## Desempenho por rodada
Posições de cada clube por rodada:
| Rodada ↓ | AVA | BOT | BPE | BRU | CON | CTB | CRB | CRU | CSA | GOI | GUA | LON | NAU | OPF | PON | REM | SAM | VAS | VIL | VIT |
| -------- | --- | --- | --- | --- | --- | --- | --- | --- | --- | --- | --- | --- | --- | --- | --- | --- | --- | --- | --- | --- |
| 1ª       | 20  | 8   | 12  | 4   | 1   | 3   | 7   | 18  | 17  | 14  | 9   | 13  | 5   | 2   | 16  | 6   | 15  | 19  | 11  | 10  |
| 2ª       | 19  | 4   | 15  | 1   | 8   | 9   | 6   | 20  | 17  | 5   | 3   | 16  | 2   | 10  | 13  | 7   | 12  | 18  | 11  | 14  |
| 3ª       | 20  | 3   | 17  | 2   | 13  | 9   | 4   | 19  | 18  | 5   | 8   | 15  | 1   | 10  | 16  | 12  | 7   | 11  | 6   | 14  |
| 4ª       | 13  | 3   | 18  | 2   | 12  | 8   | 5   | 14  | 19  | 4   | 7   | 16  | 1   | 6   | 20  | 11  | 9   | 15  | 10  | 17  |
| 5ª       | 10  | 4   | 13  | 3   | 17  | 8   | 11  | 18  | 14  | 6   | 5   | 19  | 1   | 2   | 20  | 16  | 7   | 9   | 15  | 12  |
| 6ª       | 13  | 2   | 16  | 6   | 12  | 4   | 7   | 11  | 18  | 3   | 8   | 19  | 1   | 5   | 20  | 15  | 9   | 10  | 17  | 14  |
| 7ª       | 10  | 6   | 18  | 7   | 12  | 2   | 9   | 14  | 13  | 3   | 11  | 15  | 1   | 5   | 20  | 16  | 4   | 8   | 19  | 17  |
| 8ª       | 7   | 5   | 19  | 6   | 15  | 2   | 9   | 14  | 13  | 3   | 11  | 16  | 1   | 8   | 20  | 17  | 4   | 10  | 12  | 18  |
| 9ª       | 6   | 5   | 17  | 8   | 15  | 2   | 7   | 13  | 14  | 4   | 10  | 19  | 1   | 11  | 18  | 20  | 3   | 9   | 12  | 16  |
| 10ª      | 9   | 8   | 18  | 11  | 15  | 2   | 4   | 14  | 13  | 6   | 7   | 19  | 1   | 10  | 17  | 20  | 3   | 5   | 12  | 16  |
| 11ª      | 6   | 10  | 19  | 11  | 16  | 2   | 9   | 14  | 13  | 3   | 5   | 20  | 1   | 7   | 18  | 15  | 4   | 8   | 12  | 17  |
| 12ª      | 4   | 11  | 15  | 10  | 17  | 2   | 5   | 16  | 12  | 6   | 3   | 20  | 1   | 9   | 19  | 14  | 7   | 8   | 13  | 18  |
| 13ª      | 3   | 11  | 16  | 8   | 18  | 2   | 6   | 17  | 13  | 5   | 4   | 20  | 1   | 10  | 19  | 12  | 7   | 9   | 14  | 15  |
| 14ª      | 3   | 11  | 16  | 9   | 20  | 2   | 4   | 19  | 12  | 5   | 6   | 18  | 1   | 8   | 17  | 13  | 10  | 7   | 14  | 15  |
| 15ª      | 4   | 9   | 19  | 6   | 20  | 2   | 5   | 18  | 13  | 3   | 8   | 17  | 1   | 11  | 16  | 12  | 7   | 10  | 14  | 15  |
| 16ª      | 5   | 8   | 20  | 10  | 16  | 2   | 3   | 15  | 12  | 4   | 7   | 19  | 1   | 11  | 18  | 13  | 6   | 9   | 14  | 17  |
| 17ª      | 9   | 10  | 20  | 11  | 18  | 1   | 2   | 15  | 12  | 7   | 5   | 19  | 3   | 8   | 16  | 13  | 4   | 6   | 14  | 17  |
| 18ª      | 5   | 8   | 20  | 12  | 19  | 1   | 2   | 16  | 11  | 3   | 7   | 17  | 6   | 10  | 14  | 13  | 4   | 9   | 15  | 18  |
| 19ª      | 3   | 8   | 20  | 13  | 19  | 1   | 4   | 14  | 10  | 2   | 6   | 17  | 7   | 9   | 16  | 12  | 5   | 11  | 15  | 18  |
| 20ª      | 4   | 6   | 20  | 13  | 19  | 1   | 2   | 14  | 10  | 3   | 9   | 16  | 5   | 7   | 15  | 12  | 8   | 11  | 17  | 18  |
| 21ª      | 8   | 4   | 19  | 13  | 20  | 1   | 3   | 14  | 11  | 2   | 7   | 17  | 6   | 9   | 15  | 12  | 5   | 10  | 16  | 18  |
| 22ª      | 8   | 4   | 19  | 13  | 20  | 1   | 2   | 14  | 11  | 3   | 7   | 18  | 5   | 10  | 15  | 12  | 6   | 9   | 16  | 17  |
| 23ª      | 5   | 3   | 19  | 14  | 20  | 1   | 4   | 13  | 12  | 2   | 6   | 18  | 8   | 9   | 16  | 11  | 7   | 10  | 15  | 17  |
| 24ª      | 6   | 3   | 20  | 14  | 19  | 1   | 4   | 13  | 12  | 2   | 5   | 18  | 8   | 9   | 15  | 11  | 7   | 10  | 16  | 17  |
| 25ª      | 6   | 3   | 20  | 15  | 19  | 1   | 4   | 13  | 8   | 2   | 5   | 18  | 9   | 11  | 14  | 12  | 7   | 10  | 16  | 17  |
| 26ª      | 5   | 2   | 20  | 17  | 19  | 1   | 4   | 14  | 7   | 3   | 6   | 16  | 11  | 12  | 13  | 9   | 10  | 8   | 15  | 18  |
| 27ª      | 4   | 2   | 20  | 16  | 19  | 1   | 3   | 15  | 7   | 5   | 6   | 17  | 11  | 12  | 14  | 9   | 10  | 8   | 13  | 18  |
| 28ª      | 2   | 3   | 20  | 16  | 19  | 1   | 5   | 12  | 7   | 4   | 8   | 17  | 9   | 13  | 15  | 10  | 11  | 6   | 14  | 18  |
| 29ª      | 3   | 2   | 20  | 16  | 19  | 1   | 5   | 12  | 6   | 4   | 7   | 17  | 9   | 14  | 15  | 11  | 10  | 8   | 13  | 18  |
| 30ª      | 4   | 2   | 20  | 14  | 19  | 1   | 5   | 11  | 8   | 3   | 7   | 17  | 9   | 15  | 16  | 12  | 10  | 6   | 13  | 18  |
| 31ª      | 3   | 2   | 20  | 16  | 19  | 1   | 5   | 12  | 8   | 4   | 7   | 17  | 9   | 14  | 15  | 13  | 10  | 6   | 11  | 18  |
| 32ª      | 3   | 2   | 20  | 16  | 19  | 1   | 5   | 14  | 7   | 4   | 6   | 17  | 9   | 12  | 15  | 11  | 13  | 8   | 10  | 18  |
| 33ª      | 3   | 2   | 20  | 16  | 19  | 1   | 5   | 14  | 7   | 4   | 6   | 17  | 9   | 12  | 15  | 11  | 13  | 8   | 10  | 18  |
| 34ª      | 3   | 1   | 20  | 16  | 18  | 2   | 6   | 12  | 5   | 4   | 7   | 17  | 8   | 13  | 14  | 15  | 11  | 9   | 10  | 19  |
| 35ª      | 3   | 1   | 20  | 16  | 19  | 2   | 5   | 11  | 7   | 4   | 6   | 17  | 8   | 12  | 14  | 15  | 10  | 9   | 13  | 18  |
| 36ª      | 5   | 1   | 20  | 15  | 19  | 2   | 6   | 11  | 7   | 3   | 4   | 17  | 8   | 12  | 14  | 16  | 10  | 9   | 13  | 18  |
| 37ª      | 4   | 1   | 20  | 11  | 19  | 2   | 5   | 13  | 6   | 3   | 7   | 17  | 8   | 15  | 14  | 16  | 12  | 9   | 10  | 18  |
| 38ª      | 4   | 1   | 20  | 13  | 19  | 3   | 7   | 14  | 5   | 2   | 6   | 16  | 8   | 12  | 11  | 17  | 15  | 10  | 9   | 18  |
| Rodada ↑ | AVA | BOT | BPE | BRU | CON | CTB | CRB | CRU | CSA | GOI | GUA | LON | NAU | OPF | PON | REM | SAM | VAS | VIL | VIT |

| Líder e promoção à Série A de 2022 Zona de promoção à Série A de 2022 Zona de rebaixamento à Série C de 2022 |

## Estatísticas
| Gols | Jogador        | Equipe        |
| ---- | -------------- | ------------- |
| 17   | Edu            | Brusque       |
| 16   | Léo Gamalho    | Coritiba      |
| 15   | Rafael Navarro | Botafogo      |
| 12   | Dellatorre     | CSA           |
| 11   | Bruno Sávio    | Guarani       |
| 11   | Germán Cano    | Vasco da Gama |
| 11   | Jean Carlos    | Náutico       |
| 10   | Alef Manga     | Goiás         |
| 10   | Iury Castilho  | CSA           |

| Total | Jogador         | Equipe   |
| ----- | --------------- | -------- |
| 11    | Élvis           | Goiás    |
| 10    | Régis           | Guarani  |
| 9     | Diego Torres    | CRB      |
| 9     | Jean Carlos     | Náutico  |
| 9     | Jonathan Copete | Avaí     |
| 9     | Rafael Navarro  | Botafogo |
| 9     | Vinícius        | Náutico  |
| 8     | Chay            | Botafogo |
| 7     | Airton          | Brusque  |
| 6     | Warley          | Botafogo |

### Hat-tricks
| Jogador | Clube    | Adversário | Placar  | Data        | Ref.   |
| ------- | -------- | ---------- | ------- | ----------- | ------ |
| Chay    | Botafogo | Cruzeiro   | 3–3 (C) | 10 de julho | [ 23 ] |

### Público
Com o avanço da vacinação e a redução de casos relacionados à pandemia de COVID-19 no Brasil, a CBF divulgou no dia 16 de agosto de 2021 um protocolo para retorno do público aos estádios, seguindo uma série de medidas e usando a chamada "taxa de normalidade" para definir quando e como esse retorno aconteceria. Em 17 de setembro, o Conselho Técnico da entidade oficializou o retorno de público em jogos da competição a partir da 25ª rodada, em cidades com decretos que permitem a presença de torcedores nos estádios e seguindo as restrições de capacidade e admissão adotadas por cada município. No entanto, antes mesmo dessa decisão, alguns clubes entraram com representação no Superior Tribunal de Justiça Desportiva (STJD) para obter a liberação de público em seus estádios, como Cruzeiro, Goiás, Vila Nova e Confiança.
Maiores públicos
Estes são os dez maiores públicos do campeonato:
| Nº | Público | Mandante | Placar | Visitante         | Estádio        | Data           | Rodada | Ref.   |
| -- | ------- | -------- | ------ | ----------------- | -------------- | -------------- | ------ | ------ |
| 1  | 57 592  | Cruzeiro | 0–0    | Náutico           | Mineirão       | 25 de novembro | 38ª    | [ 30 ] |
| 2  | 32 979  | Cruzeiro | 2–0    | Brusque           | Mineirão       | 9 de novembro  | 35ª    | [ 31 ] |
| 3  | 32 506  | Coritiba | 0–1    | CSA               | Couto Pereira  | 21 de novembro | 37ª    | [ 32 ] |
| 4  | 31 594  | Botafogo | 2–2    | Guarani           | Nilton Santos  | 28 de novembro | 38ª    | [ 33 ] |
| 5  | 27 531  | Coritiba | 2–1    | Brasil de Pelotas | Couto Pereira  | 14 de novembro | 36ª    | [ 34 ] |
| 6  | 24 087  | Botafogo | 2–1    | Operário-PR       | Nilton Santos  | 15 de novembro | 36ª    | [ 35 ] |
| 7  | 16 991  | Vitória  | 3–0    | Cruzeiro          | Barradão       | 14 de novembro | 36ª    | [ 36 ] |
| 8  | 16 886  | Coritiba | 3–1    | Operário-PR       | Couto Pereira  | 3 de novembro  | 33ª    | [ 37 ] |
| 9  | 16 209  | Guarani  | 0–2    | Goiás             | Brinco de Ouro | 22 de novembro | 37ª    | [ 38 ] |
| 10 | 14 657  | Avaí     | 2–1    | Sampaio Corrêa    | Ressacada      | 28 de novembro | 38ª    | [ 39 ] |

Menores públicos
Estes são os dez menores públicos do campeonato, sem considerar as partidas com portões fechados:
| Nº | Público | Mandante          | Placar | Visitante      | Estádio             | Data           | Rodada | Ref.   |
| -- | ------- | ----------------- | ------ | -------------- | ------------------- | -------------- | ------ | ------ |
| 1  | 83      | Londrina          | 3–1    | Sampaio Corrêa | Estádio do Café     | 3 de outubro   | 28ª    | [ 40 ] |
| 2  | 183     | Brasil de Pelotas | 1–0    | Operário-PR    | Bento Freitas       | 6 de outubro   | 29ª    | [ 41 ] |
| 3  | 250     | Brusque           | 3–1    | Remo           | Augusto Bauer       | 15 de outubro  | 30ª    | [ 42 ] |
| 4  | 276     | Londrina          | 1–0    | Vitória        | Estádio do Café     | 25 de setembro | 26ª    | [ 43 ] |
| 5  | 309     | Vasco da Gama     | 1–1    | Cruzeiro       | São Januário        | 19 de setembro | 25ª    | [ 44 ] |
| 6  | 350     | Brusque           | 2–0    | Guarani        | Augusto Bauer       | 2 de outubro   | 28ª    | [ 45 ] |
| 7  | 361     | Brasil de Pelotas | 0–2    | Brusque        | Bento Freitas       | 29 de setembro | 27ª    | [ 46 ] |
| 8  | 381     | Náutico           | 1–3    | CRB            | Arena de Pernambuco | 28 de setembro | 27ª    | [ 47 ] |
| 9  | 427     | Operário-PR       | 1–2    | Náutico        | Germano Krüger      | 1 de outubro   | 28ª    | [ 48 ] |
| 10 | 456     | Avaí              | 1–0    | Goiás          | Ressacada           | 21 de setembro | 25ª    | [ 49 ] |

## Mudanças de técnicos
| Clube             | Antecessor       | Data           | Última partida             | Rod | Pos | Sucessor                  | Ref.          |
| ----------------- | ---------------- | -------------- | -------------------------- | --- | --- | ------------------------- | ------------- |
| Vitória           | Rodrigo Chagas   | 8 de junho     | Vitória 0–1 Náutico        | 2ª  | 14º | Ramon Menezes             | [ 51 ] [ 52 ] |
| Cruzeiro          | Felipe Conceição | 9 de junho     | Juazeirense 1–0 Cruzeiro   | 2ª  | 20º | Mozart                    | [ 53 ] [ 54 ] |
| Vila Nova         | Wagner Lopes     | 24 de junho    | Confiança 1–0 Vila Nova    | 6ª  | 16º | Hemerson Maria            | [ 55 ] [ 56 ] |
| Remo              | Paulo Bonamigo   | 30 de junho    | Remo 0–2 Sampaio Corrêa    | 8ª  | 17º | Felipe Conceição          | [ 57 ] [ 58 ] |
| CSA               | Bruno Pivetti    | 4 de julho     | CSA 0–1 CRB                | 9ª  | 14º | Ney Franco                | [ 59 ] [ 60 ] |
| Londrina          | Roberto Fonseca  | 10 de julho    | Londrina 0–1 Guarani       | 10ª | 19º | Márcio Fernandes          | [ 61 ] [ 62 ] |
| Botafogo          | Marcelo Chamusca | 13 de julho    | Botafogo 3–3 Cruzeiro      | 11ª | 10º | Enderson Moreira          | [ 63 ] [ 64 ] |
| Goiás             | Pintado          | 18 de julho    | Goiás 0–0 Londrina         | 12ª | 4º  | Marcelo Cabo              | [ 65 ] [ 66 ] |
| Vasco da Gama     | Marcelo Cabo     | 19 de julho    | Vasco da Gama 1–1 Náutico  | 12ª | 8º  | Lisca                     | [ 67 ] [ 68 ] |
| Confiança         | Rodrigo Santana  | 26 de julho    | Confiança 0–1 Botafogo     | 14ª | 20º | Luizinho Lopes            | [ 69 ] [ 70 ] |
| Brasil de Pelotas | Cláudio Tencati  | 29 de julho    | Avaí 1–1 Brasil de Pelotas | 14ª | 16º | Cléber Gaúcho             | [ 71 ] [ 72 ] |
| Cruzeiro          | Mozart           | 30 de julho    | Cruzeiro 2–2 Londrina      | 15ª | 16º | Vanderlei Luxemburgo      | [ 73 ] [ 74 ] |
| Vitória           | Ramon Menezes    | 5 de agosto    | Grêmio 1–0 Vitória         | 15ª | 15º | Wagner Lopes              | [ 75 ] [ 76 ] |
| Náutico           | Hélio dos Anjos  | 18 de agosto   | Náutico 0–1 Cruzeiro       | 19ª | 6º  | Marcelo Chamusca          | [ 77 ] [ 78 ] |
| Vila Nova         | Hemerson Maria   | 23 de agosto   | Botafogo 3–2 Vila Nova     | 20ª | 17º | Higo Magalhães (interino) | [ 79 ]        |
| CSA               | Ney Franco       | 30 de agosto   | Sampaio Corrêa 2–0 CSA     | 21ª | 11º | Mozart                    | [ 80 ] [ 81 ] |
| Vasco da Gama     | Lisca            | 8 de setembro  | Avaí 3–1 Vasco da Gama     | 23ª | 9º  | Fernando Diniz            | [ 82 ] [ 83 ] |
| Brusque           | Jerson Testoni   | 9 de setembro  | Coritiba 4–0 Brusque       | 23ª | 13º | Waguinho Dias             | [ 84 ] [ 85 ] |
| Náutico           | Marcelo Chamusca | 22 de setembro | Náutico 1–2 Londrina       | 25ª | 8º  | Hélio dos Anjos           | [ 86 ] [ 87 ] |
| Brasil de Pelotas | Cléber Gaúcho    | 22 de setembro | Brasil de Pelotas 0–1 CRB  | 25ª | 20º | Jerson Testoni            | [ 88 ] [ 89 ] |
| Operário-PR       | Matheus Costa    | 29 de setembro | Vila Nova 2–1 Operário-PR  | 27ª | 12º | Ricardo Catalá            | [ 90 ] [ 91 ] |
| Goiás             | Marcelo Cabo     | 28 de outubro  | Goiás 1–1 Botafogo         | 32ª | 4º  | Glauber Ramos (interino)  | [ 92 ]        |
| Sampaio Corrêa    | Felipe Surian    | 29 de outubro  | Sampaio Corrêa 0–1 Guarani | 32ª | 13º | João Brigatti             | [ 93 ] [ 94 ] |
| Remo              | Felipe Conceição | 10 de novembro | Operário-PR 2–1 Remo       | 35ª | 15º | Eduardo Baptista          | [ 95 ] [ 96 ] |
| Vasco da Gama     | Fernando Diniz   | 11 de novembro | Vasco da Gama 0–3 Vitória  | 35ª | 9º  | Fábio Cortez (interino)   | [ 97 ]        |

## Premiação
| Campeonato Brasileiro 2021 Série B                |
| Rio de Janeiro                                    |
| ------------------------------------------------- |
| Botafogo de Futebol e Regatas Campeão (2º título) |

### Jogador do mês
| Mês      | Jogador        | Pos. | Clube         | Estatísticas | Estatísticas | Estatísticas | Ref.    |
| Mês      | Jogador        | Pos. | Clube         | J            | G            | A            | Ref.    |
| -------- | -------------- | ---- | ------------- | ------------ | ------------ | ------------ | ------- |
| Junho    | Jean Carlos    | M    | Náutico       | 7            | 2            | 2            | [ 98 ]  |
| Julho    | Jean Carlos    | M    | Náutico       | 6            | 4            | 2            | [ 99 ]  |
| Agosto   | Chay           | M    | Botafogo      | 6            | 1            | 1            | [ 100 ] |
| Setembro | Nenê           | M    | Vasco da Gama | 4            | 2            | 1            | [ 101 ] |
| Outubro  | Rafael Navarro | A    | Botafogo      | 5            | 2            | 1            | [ 102 ] |